# Norma. Revista de poesía y pensamiento
Norma. Anuario de poesía y pensamiento fue una publicación literaria de carácter anual fundada por Miguel Argaya, Jaime Olmedo y Antonio Carlos González en 1998, y dirigida por los dos primeros hasta su desaparición en 2001 después de sacar cuatro números. Se caracterizó por su apuesta, muy combativa, en contra de los relativismos lectores y en favor de la reivindicación de la presencia del autor en la obra de arte. Se financió de una manera muy novedosa y original: pensada originalmente como apéndice literario del anuario de la asociación valenciana patrocinadora, la Casa de los Obreros San Vicente Ferrer, sus directores le dieron la vuelta para convertirla en revista literaria, quedando como apéndice el propio anuario de la asociación. En el tiempo en que estuvo activa, publicó algunos textos muy interesantes de José Antonio Marina, José Guillermo García-Valdecasas o Juan Manuel de los Ríos Sánchez. El número 4, de 2001, incluía una antología de poesía humanizada joven, a cargo de Jaime Olmedo, que incluía a Ángel Luis Prieto de Paula, Fernando de Villena, José Antonio Estruch, José Antonio Sáez, Juan Luis Bedins, Álvaro Valverde, Miguel Argaya, Manuel Moya, José Luis García Herrera, Luis Martínez Falero, Miguel Ángel Curiel, Miguel Ángel Pacheco, Ángel Luis Luján, Alfonso Berrocal y Pablo Méndez.
- Datos: Q6044899